# Los Veteranos II (Teksas)
Los Veteranos II je naseljeno mjesto za statističke potrebe u američkoj saveznoj državi Teksas. Prema popisu stanovništva iz 2010. u njemu je živjelo 24 stanovnika.